# Listă de compozitori de muzică cultă: D

## Da
- Wolfgang Dachstein (în jur de 1487 - 1553)
- Jerry Amper Dadap (* 1935)
- João Guilherme Daddi (1814 - 1887)
- Hans-Christian von Dadelsen (* 1948)
- Jean Daetwyler (1907 - 1994)
- Werner Dafeldecker (* 1964)
- Hugo Daffner (1882 - 1936)
- François Dagincour (1684 - 1758)
- Ingolf Dahl (1912 - 1970)
- Robert Daigneault (* 1940)
- Nicolas Dalayrac (1753 - 1809)
- Daniel Dal Barba (1715 - 1801)
- Marc-André Dalbavie (* 1961)
- Friedrich von Dalberg (1760 - 1812)
- Nancy Dalberg (1881 - 1949)
- Martin Dalby (* 1942)
- Benjamin Dale (1885 - 1943)
- Kathleen Dale (1895 - 1984)
- Evaristo Felice Dall'Abaco (1675 - 1742)
- Girolamo Dalla Casa (? - 1601)
- Luigi Dallapiccola (1904 - 1975)
- Marco Dall'Aquila (în jur de 1480 - dupa 1538)
- Costantino Dall'Argine (1842 - 1877)
- Henri Dallier (1849 - 1934)
- Fridolin Dallinger (* 1933)
- Domenico Dall'Oglio (în jur de 1700 - 1764)
- Miguel Mateo de Dallo y Lana (în jur de 1650 - 1705)
- Domenico Dal Pane (în jur de 1630 - 1694)
- Vincenzo Dal Pozzo (activ în jur de 1585-1612)
- Pierre Dalvimare (1772 - 1839)
- Joan Ambrosio Dalza (activ în jur de 1508)
- William Daman (în jur de 1540 - 1591)
- Paul Damance (în jur de 1650 - în jur de 1700)
- Jean-Michel Damase (* 1928)
- Pauls Dambis (* 1936)
- Berthold Damcke (1812 - 1875)
- Thomas Damett (1389/90 - 1436/37)
- Matteo D'Amico (* 1955)
- Sixten Damm (1899 - 1973)
- Leopold Damrosch (1832 - 1885)
- Walter Damrosch (1862 - 1950)
- Józef Damse (1789 - 1852)
- Ikuma Dan (* 1924)
- John Danby (în jur de 1757 - 1798)
- Ghiselin Danckerts (în jur de 1510 - dupa 1565)
- Charles Dancla (1817 - 1907)
- Leopold Dancla (1822 - 1895)
- Liviu Dandara (* 1933)
- Georges Dandelot (1895 - 1975)
- Jean-François Dandrieu (în jur de 1682 - 1738)
- Nicolas Daneau (1866 - 1944)
- Suzanne Daneau (1901 - 1971)
- Arthur Dangel (* 1931)
- Anne Danican-Philidor (1681 - 1731)
- Jean Daniel (um 1480/1501 - în jur de 1550)
- Daniel Danielis (1635 - 1696)
- Jean-Yves Daniel-Lesur (1908 - 2002)
- Richard Danielpour (* 1956)
- Mabel Wheeler Daniels (1878 - 1971)
- Stephen Dankner (* 1944)
- Adalbert Dankowski (în jur de 1760 - dupa 1800)
- John Dankworth (* 1927)
- Isidor Dannström (1812 - 1897)
- Oskar Danon (* 1913)
- John Danyel (1564 - în jur de 1626)
- Franz Danzi (1763 - 1826)
- Wolfgang Danzmayr (* 1947)
- Nguyen-Thien Dao (* 1940)
- Ram Da-Oz (* 1929)
- Louis-Claude Daquin (1694 - 1772)
- Francesco D'Arcais (1830 - 1890)
- Jean-Luc Darbellay (* 1946)
- François-Joseph Darcis (1759/60 - în jur de 1783)
- Robert Darcy (1910 - 1967)
- Alexander Dargomyschski (1813 - 1869)
- Hans Darmstadt (* 1943)
- Christian Darnton (1905 - 1981)
- Henri Darondeau (1779 - 1865)
- Gábor Darvas (1911 - 1985)
- Emīls Dārziņš (1875 - 1910)
- Ludwig Daser (în jur de 1525 - 1589)
- Martin Daske (* 1962)
- Charles Dassoucy (1605 - 1677)
- Ghinolfo Dattari (um 1535 - 1617)
- Johann Friedrich Daube (um 1730 - 1797)
- Louis François Dauprat (1781 - 1868)
- Avraham Daus (1902 - 1974)
- Louis-Joseph Daussoigne-Méhul (1790 - 1875)
- Antoine Dauvergne (1713 - 1797)
- Jean-Baptiste Davaux (1742 - 1822)
- Franco Da Venezia (1876 - 1937)
- Francis William Davenport (1847 - 1925)
- Pierre Just Davesne (în jur de 1745-66 - dupa 1783)
- Vincenzo Davico (1889 - 1969)
- Félicien David (1810 - 1876)
- Ferdinand David (1810 - 1873)
- Gyula Dávid (1913 - 1977)
- Johann Nepomuk David (1895 - 1977)
- Karl Heinrich David (1884 - 1951)
- Samuel David (1836 - 1895)
- Thomas Christian David (* 1925)
- Mario Davidowsky (* 1934)
- Tina Davidson (* 1952)
- Elias Davidsson (* 1941)
- Hugh Davies (* 1943)
- Peter Maxwell Davies (* 1934)
- Victor Davies (* 1939)
- Walford Davies (1869 - 1941)
- Anthony Davis (* 1951)
- Carl Davis (* 1936)
- John Davy (1763 - 1824)
- Richard Davy (în jur de 1465 - în jur de 1507)
- Alexander Dawidenko (1899 - 1934)
- William Levi Dawson (* 1899)
- Karl Dawydow (1838 - 1889)
- Stepan Dawydow (1777 - 1825)
- Esteban Daza (activ în jur de 1575)

## De
- Raymond Deane (* 1953)
- Angelo DeAngelis (? - în jur de 1825)
- Giovanni Battista De Bellis (în jur de 1585/90 - intre 1623-1637)
- Claude Debussy (1862 - 1918)
- Jan Decadt (1914 - 1995)
- Abel Decaux (1869 - 1943)
- Michel Decoust (* 1936)
- János Decsényi (* 1927)
- Constantin Christian Dedekind (1628 - 1715)
- Dan Dediu (* 1967)
- Serafino De Ferrari (1824 - 1885)
- René Defossez (1905 - 1988)
- Helmut Degen (1911 - 1995)
- Nicola De Giosa (1819 - 1885)
- Giovanni Battista Degli Antoni (1660 - dupa 1696)
- Pietro Degli Antoni (1648 - 1720)
- Vincenzo De Grandis (1577 - 1646)
- Vincenzo De Grandis (1631 - 1708)
- Arthur De Greef (1862 - 1940)
- Stepan Degtjarow (1766 - 1813)
- Richard De Guide (1909 - 1962)
- Max Dehnert (1893 - 1972)
- Marinus De Jong (1891 - 1984)
- Igor Dekleva (* 1933)
- Maurice Dela (1919 - 1978)
- Paolo Delachi (1874 - 1957)
- Maurice Delage (1879 - 1961)
- Georges De la Hèle (1547 - 1587)
- Michel-Richard Delalande (1657 - 1726)
- Robert Delaney (1903 - 1956)
- Herman-François Delange (1715 - 1781)
- John Albert Delany (1852 - 1907)
- Marcel Delannoy (1898 - 1962)
- José Luis de Delás (* 1928)
- Petit Jean De Latre (în jur de 1510 - 1569)
- Gioanpietro Del Buono (activ în jur de 1641)
- Filippo Del Corno (* 1970)
- Lex van Delden (1919 - 1988)
- Edouard Deldevez (1817 - 1897)
- Georges Delerue (1925 - 1992)
- Luis Delgadillo (1887 - 1962)
- Léo Delibes (1836 - 1891)
- Frederick Delius (1862 - 1934)
- Azzolino Bernardino Della Ciaia (1671 - 1755)
- Giovanni Battista Della Gostena (în jur de 1540 - 1598)
- Dominique Della-Maria (1769 - 1800)
- Francesco Della Porta (în jur de 1600 - 1666)
- Pietro Della Valle (1586 - 1652)
- Alfonso Della Viola (în jur de 1508 - în jur de 1570)
- Florian Johann Deller (1729 - 1773)
- Rudolf Dellinger (1857 - 1910)
- Norman Dello Joio (* 1913)
- Norman Del Mar (* 1919)
- Marc Delmas (1885 - 1931)
- Ratko Delorko (* 1959)
- David Del Tredici (* 1937)
- Giovanni Del Turco (1577 - 1647)
- Claude Delvincourt (1888 - 1954)
- Christoph Delz (1950 - 1993)
- Giuseppe Demachi (1732- dupa 1791)
- Christoph Demantius (1567 - 1643)
- Bolesław Dembiński (1833 - 1914)
- Jeanne Demessieux (1921 - 1968)
- Pietro DeMezzo (în jur de 1730 - dupa 1794)
- Vilmos Demian (* 1910)
- Jean De Middeleer (1908 - 1986)
- Jacques Demierre (* 1954)
- Johann Michael Demmler (1748 - 1785)
- Norman Demuth (1898 - 1968)
- Dragoje Đenader (* 1930)
- Chris Dench (* 1953)
- Jules Denefve (1814 - 1877)
- Alexandre Denéréaz (1875 - 1947)
- Michael Denhoff (* 1955)
- Jean-Bapstiste Denis (în jur de 1720 - dupa 1765)
- Pierre Denis (? - dupa 1777)
- Edison Denisov (1929 - 1996)
- Brian Dennis (* 1941)
- Fabricio Dentice (în jur de 1525/35 - inainte de 1601)
- Scipione Dentice (1560 - 1635)
- Luigi Denza (1846 - 1922)
- Robert Denzler (1892 - 1972)
- Ludwig Deppe (1828 - 1890)
- Jean Derbès (1937 - 1982)
- Richard Dering (în jur de 1580 - 1630)
- Nicolas Derosier (a doua jum. a sec.XVII)
- Gion Antoni Derungs (* 1935)
- Martin Derungs (* 1943)
- Victor De Sabata (1892 - 1967)
- Marc-Antoine Désaugiers (1742 - 1793)
- Auguste Descarries (1896 - 1958)
- Wladimir Deschewow (1889 - 1955)
- Ettore Desderi (1892 - 1974)
- Alfred Desenclos (1912 - 1971)
- Prosper-Didier Deshayes (mijl. sec.XVIII - 1815)
- Andreas De Silva (în jur de 1475-80 - ?)
- Paul Des Marais (* 1920)
- Henri Desmarets (1661 - 1741)
- Léopold-Bastien Desormery (în jur de 1740 - în jur de 1810)
- Roger Desormière (1898 - 1963)
- Pavle Dešpalj (* 1934)
- Dejan Despić (* 1930)
- Yvonne Desportes (1907 - 1993)
- Jean-Étienne Despréaux (1748- 1820)
- Josquin Desprez (cca 1450/55 - 1521)
- Paul Dessau  (1894 - 1979)
- Josef Dessauer (1798 - 1876)
- Otto Dessoff (1835 - 1892)
- André Cardinal Destouches (1672 - 1749)
- Franz Seraph von Destouches (1772 - 1844)
- Józef Deszczyński (1781 - 1844)
- Dubravko Detoni (* 1937)
- Robert Nathaniel Dett (1882 - 1943)
- Max Deutsch (1892 - 1982)
- Natko Devčić (1914 - 1997)
- François Devienne (1759 - 1803)
- Frédéric Devreese (* 1929)
- Godfried Devreese (1893 - 1972)
- Nicolas Dezède (cca 1740/45 - 1792)

## Dh
- Rafaël D'Haene (* 1943)
- Eugène D'Harcourt (1859 - 1918)
- Clement D'Hooghe (1899 - 1951)

## Di
- Anton Diabelli (1781 - 1858)
- David Diamond (n. 1915)
- Hilda Dianda (n. 1925)
- Anton Dianow (1882 - 1939)
- Gabriel Díaz Bessón (înainte de 1590 - 1638)
- Eugenio Diaz de la Peña (1837 - 1901)
- Igor Dibák (n. 1947)
- Marco Di Bari (n. 1958)
- Charles Dibdin (1745 - 1814)
- Henry Edward Dibdin (1813 - 1866)
- Roger Dickerson (n. 1934)
- Clarence Dickinson (1873- 1969)
- Peter Dickinson (n. 1934)
- Robert Anthony DiDomenica (n. 1927)
- Carl-Heinz Dieckmann (n. 1923)
- Emma Lou Diemer (n. 1927)
- Louis Diémer (1843 - 1919)
- Alphons Diepenbrock (1862 - 1921)
- John Diercks (n. 1927)
- Bernard van Dieren (1884 - 1936)
- Gerhard Diessener (activ în jur de 1660-84)
- Christian Ludwig Dieter (1757 - 1822)
- Caspar Diethelm (1926 - 1997)
- Albert Dietrich (1829 - 1908)
- Karl Dietrich (n. 1927)
- Sixt Dietrich (în jur de 1493 - 1548)
- Pierre-Louis Dietsch (1808 - 1865)
- Joseph Diettenhofer (în jur de 1743 - după 1799)
- Charles Dieupart (dupa 1667 - în jur de 1740)
- Johann Sebastian Diez (1720 - după 1753)
- Jan van Dijk (n. 1918)
- Péter Louis van Dijk (n. 1953)
- Oscar van Dillen (n. 1958)
- Johann Dilliger (1593 - 1647)
- James Dillon  (n. 1950)
- Gheorghe Dima (1847- 1925)
- Constantin Dimitrescu (1847 - 1928)
- Georgi Dimitrov (1904 - 1979)
- Franz Anton Dimmler (1753 - 1827)
- Bojidar Dimov (n. 1935)
- Violeta Dinescu (n. 1953)
- Ding Shan-de (1911 - 1995)
- Grigoraș Dinicu (1889 - 1949)
- Renato Dionisi (1910 - 2000)
- Wim Dirriwachter (n. 1937)
- Agostino Diruta (în jur de 1595 - după 1647)
- Hugo Distler (1908 - 1942)
- Johann Georg Distler (1760 - 1799)
- Louis Dité (1891 - 1969)
- Karl Ditters von Dittersdorf (1739 - 1799)
- Fred Dittrich (1911 - 1978)
- Paul-Heinz Dittrich (n. 1930)
- Antonius Divitis (în jur de 1470 - între 1515-1534)
- Aureus Dix (1668/69 - 1719)
- François Joseph Dizi (1780 - 1847)

## Dj
- Héraclius Djabadary (1891 - 1937)
- Enyss Djemil (* 1917)
- Wojciech Długoraj (1557/58 - dupa 1619)
- Lucia Dlugoszewski (* 1931)
- Erazm Dłuski (1857 - 1923)
- Grigori Dmitriew (* 1942)

## Do
- Vaclav Dobiáš (1909 - 1978)
- Cesare Dobici (1873 - 1944)
- Kálmán Dobos (* 1931)
- Sven Dobrogosz (* 1956)
- Antun Dobronić (1878 - 1955)
- Issai Dobrowen (1891 - 1953)
- Andrzej Dobrowolski (1921 - 1990)
- Ignacy Feliks Dobrzyński (1807 - 1867)
- Joseph Denis Doche (1766 - 1825)
- Charles Dodge (* 1945)
- Stephen Dodgson (* 1924)
- Kurt Doebler (1896 - 1971)
- Franz Doelle (1883 - 1965)
- Francesco Dognazzi (activ la 1603-43)
- Friedhelm Döhl (* 1936)
- Theodor Döhler (1814 - 1856)
- Ernst von Dohnányi (1877 - 1960)
- Johann Friedrich Doles (1715 - 1797)
- Jan Emanuel Doležálek (1780 - 1858)
- Pawel Dolgorukow (1787 - 1845)
- Samuel Dolin (1917 - 2002)
- Charles Dollé (activ în jur de 1735-55)
- Bolesław Marian Domaniewski (1857- 1925)
- Hanuš Domansky´ (* 1944)
- Gianpaolo di Domenico (activ în jur de 1706-40)
- Cesare Dominiceti (1821- 1888)
- Heinrich Domnich (1767 - 1844)
- Ignazio Donati (în jur de 1575- 1638)
- Anthony Donato (1909 - 1990)
- Baldassare Donato (în jur de 1530 - 1603)
- Donato da Cascia (a doua jum. a sec.XIV)
- Franco Donatoni (1927 - 2000)
- Georg Joseph Donberger (1709 - 1768)
- Gaetano Donizetti (1797 - 1848)
- Henrik Otto Donner (* 1939)
- Girolamo Donnini (? - 1752)
- José Antonio de Donostia (1886 - 1956)
- Richard Frank Donovan (1891 - 1970)
- Jakob Dont (1815 - 1888)
- Josef Friedrich Doppelbauer (1918 - 1989)
- Cornelis Dopper (1870 - 1939)
- Árpád Doppler (1857- 1927)
- Franz Doppler (1821 - 1883)
- Karl Doppler (1825 - 1900)
- Antal Dorati (1906 - 1988)
- Nicolao Dorati (în jur de 1513 - 1593)
- Gerhard Dorda (* 1932)
- Jovan Đorđević (* 1929)
- Gustave Doret (1866 - 1943)
- Joseph Dorfman (* 1940)
- Carl Heinrich Döring (1834 - 1916)
- Alexander Dorn (1833 - 1901)
- Heinrich Dorn (1804 - 1892)
- Louis-Antoine Dornel (în jur de 1680- în jur de 1760)
- Arne Dørumsgaard (* 1921)
- Adolf von Doss (1823 - 1886)
- Nico Dostal (1895 - 1981)
- Friedrich Dotzauer (1783 - 1860)
- Jaroslav Doubrava (1908 - 1960)
- Clive Martin Douglas (1903 - 1977)
- Roy Douglas (* 1907)
- Victor-Charles-Paul Dourlen (1780 - 1864)
- André Douw (* 1951)
- John Dowland (1563 - 1626)
- John Downey (1927 - 2004)
- Albert Doyen (1882 - 1935)
- Manuel José Doyagüe (1755 - 1842)

## Dr
- Walter Draeger (1888 - 1976)
- Felix Draeseke (1835 - 1913)
- George Draga (n. 1935)
- Dimitris Dragatakis (1914 - 2001)
- Antonio Draghi (1634/35 - 1700)
- Giovanni Battista Draghi (cca. 1640 - 1708)
- Sabin Drăgoi (1894 - 1968)
- Domenico Dragonetti (1763 - 1846)
- Giovanni Andrea Dragoni (cca. 1540 - 1598)
- Sabin Drăgoi (1894 - 1968)
- Stefan Dragostinov (n. 1948)
- Earl Ross Drake (1865 - 1916)
- Erik Drake (1788 - 1870)
- Wladimir Dranischnikow (1893 - 1939)
- František Drdla (1868 - 1944)
- Joseph Drechsler (1782 - 1852)
- Radim Drejsl (1923 - 1953)
- Sem Dresden (1881 - 1957)
- Otto Dresel (1826 - 1890)
- Erwin Dressel (1909 - 1972)
- Ernst Christoph Dressler (1734 - 1779)
- Gallus Dreßler  (1533 - decedat în perioada 1580/1589)
- Anastazy Dreszer (1845 - 1907)
- Cornelius Heinrich Dretzel (1697 - 1775)
- Valentin Dretzel (1578 - 1658)
- Johann Melchior Dreyer (1747 - 1824)
- George Dreyfus (n 1928)
- Alexander Dreyschock (1818 - 1869)
- Felix Dreyschock (1861 - 1906)
- Raimund Dreyschock (1820 - 1869)
- Kurt Driesch (1904 - 1988)
- Johannes Drießler (1921 - 1998)
- Riccardo Drigo (1846 - 1930)
- Max Drischner (1891 - 1971)
- Eugen Drobisch (1839 - 1901)
- Karl Ludwig Drobisch (1803 - 1854)
- Jean Dromael (cca. 1600 - după 1650)
- Louis Drouet (1792 - 1873)
- Anatoli Drozdow (1883- 1950)
- Jacob Druckman (1928 - 1996)
- Georg Druschetzky (1745 - 1819)
- Benedict de Drusina (cca. 1520/25 - după 1573)
- Learmont Drysdale (1866 - 1909)
- Alexander Dsegeljonok (1891 - 1969)
- Iwan Dserschinski (1909 - 1978)

## Du
- Anders van Düben (1673 - 1738)
- Andreas Düben (um 1597 - 1662)
- Gustaf Düben (um 1628 - 1690)
- Emilio Antonio Dublanc (1911 - 1990)
- Léon Du Bois (1859 - 1935)
- Pierre-Max Dubois (1930 - 1995)
- Théodore Dubois (1837 - 1924)
- László Dubrovay (* 1943)
- Alexander Dubuque (1812 - 1898)
- Nicolas Dubut (1638 - nach 1692)
- Filippo Duc (um 1550 - nach 1586)
- Marvin Duchow (1914 - 1979)
- Benedictus Ducis (um 1490 - 1544)
- William Duckworth (* 1943)
- Bruno Ducol (* 1949)
- Antonio Dueto (um 1530/40 - 1594)
- Guillaume Dufay (um 1400 - 1474)
- Gustave Dugazon (1782 - 1826)
- Jean Du Grain (? - 1756)
- Antoine Duhamel (* 1925)
- Paul Dukas (1865 - 1935)
- Josef Leopold Václav Dukát (1684 - 1717)
- John Woods Duke (* 1899)
- Vladimir Dukelsky (Vernon Duke) (1903 - 1969)
- Philipp Dulichius (1562 - 1631)
- Peter Dülken (* 1954)
- Friedrich Ludwig Dulon (1769 - 1826)
- François Dulot (1. Hälfte 16. Jh.)
- Guillaume Dumanoir (1615 - 1697)
- Louis Dumas (1877 - 1952)
- Petar Dumičić (1901 - 1984)
- Gheorghe Dumitrescu (1914 - 1996)
- Iancu Dumitrescu (* 1944)
- Ion Dumitrescu (1913 - 1996)
- Charles-François Dumonchau (1775 - 1820)
- Henry Du Mont (1610 - 1684)
- Maxime Dumoulin (1893 - 1972)
- Tan Dun (* 1957)
- Isaak Dunajewski (1900 - 1955)
- Thomas Dunhill (1877 - 1946)
- Antonio Duni (um 1700 - nach 1766)
- Egidio Duni (1709 - 1775)
- Stanisław Duniecki (1839 - 1870)
- Jean-Jacques Dünki (* 1948)
- Richard Dünser (* 1959)
- John Dunstable (um 1390 - 1453)
- Henri Duparc (1848 - 1933)
- Jacques Duphly (1715 - 1789)
- Hubert Du Plessis (* 1922)
- Jacques Duponchel (? - 1685)
- Auguste Dupont (1827 - 1890)
- Gabriel Dupont (1878 - 1914)
- Jacques Dupont (1907 - 1985)
- Jean-Baptiste Dupont (tätig um 1773-83)
- Jean-Pierre Duport (1741 - 1818)
- Jean-Louis Duport (1749 - 1819)
- Rogério Duprat (* 1932)
- Marcel Dupré (1886 - 1971)
- Gilbert Duprez (1806 - 1896)
- Albert Dupuis (1877 - 1967)
- Sylvain Dupuis (1856 - 1931)
- Thomas Sanders Dupuis (1733- 1796)
- Jean-Baptiste Dupuits (tätig um 1741-57)
- Edouard Dupuy (um 1770 - 1822)
- Charles Duquesnoy (1759 - 1822)
- José Durán (? - nach 1791)
- Joël-François Durand (* 1954)
- August Duranowski (um 1770 - 1834)
- Francesco Durante (1684 - 1755)
- Louis Durey (1888 - 1979)
- Zsolt Durkó (1934 - 1997)
- Jef van Durme (1907 - 1965)
- Diego Durón (um 1658 - 1731)
- Sebastián Durón (1660 - 1716)
- Maurice Duruflé (1902 - 1986)
- František Xaver Dušek (1731 - 1799)
- Franz Benedikt Dussek (1766- nach 1816)
- Johann Ladislaus Dussek (1760 - 1812)
- Jean-Baptiste Du Tartre (? - 1749)
- Estienne Du Tertre (Mitte 16. Jh.)
- Henri Dutilleux (* 1916)
- Pierre Dutillieu (1754- 1798)
- Andrzej Dutkiewicz (* 1942)
- Otto Johann Anton Dütsch (um 1823- 1863)
- François Duval (1672/73 - 1728)
- Frédéric Nicolas Duvernoy (1765 - 1838)
- Victor Alphonse Duvernoy (1842 - 1907)
- Lieven Duvosel (1877 - 1956)
- Flor Duyse (1843- 1910)

## Dv
- Balys Dvarionas (1904 - 1972)
- Jiří Dvořáček (* 1928)
- Antonín Dvořák (1841 - 1904)

## Dy
- John Bacchus Dykes (1823- 1876)
- George Dyson (1883 - 1964)

## Dz
- Arié Dzierlatka (* 1933)
- Maria Dziewulska (* 1909)